# Dysstroma obsolescens
Dysstroma obsolescens là một loài bướm đêm trong họ Geometridae.